# Solenopsis
Solenopsis — космополітичний рід перетинчастокрилих комах з родини мурашок. Описано понад 200 видів роду Solenopsis. З них близько 20 видів викликають у людини пекучі подразнення шкіри. В зв'язку з цим вони одержали побутову назву «вогняні мурашки» (англ. fire ants), яка згодом поширилась на всі види роду.

## Зовнішній вигляд

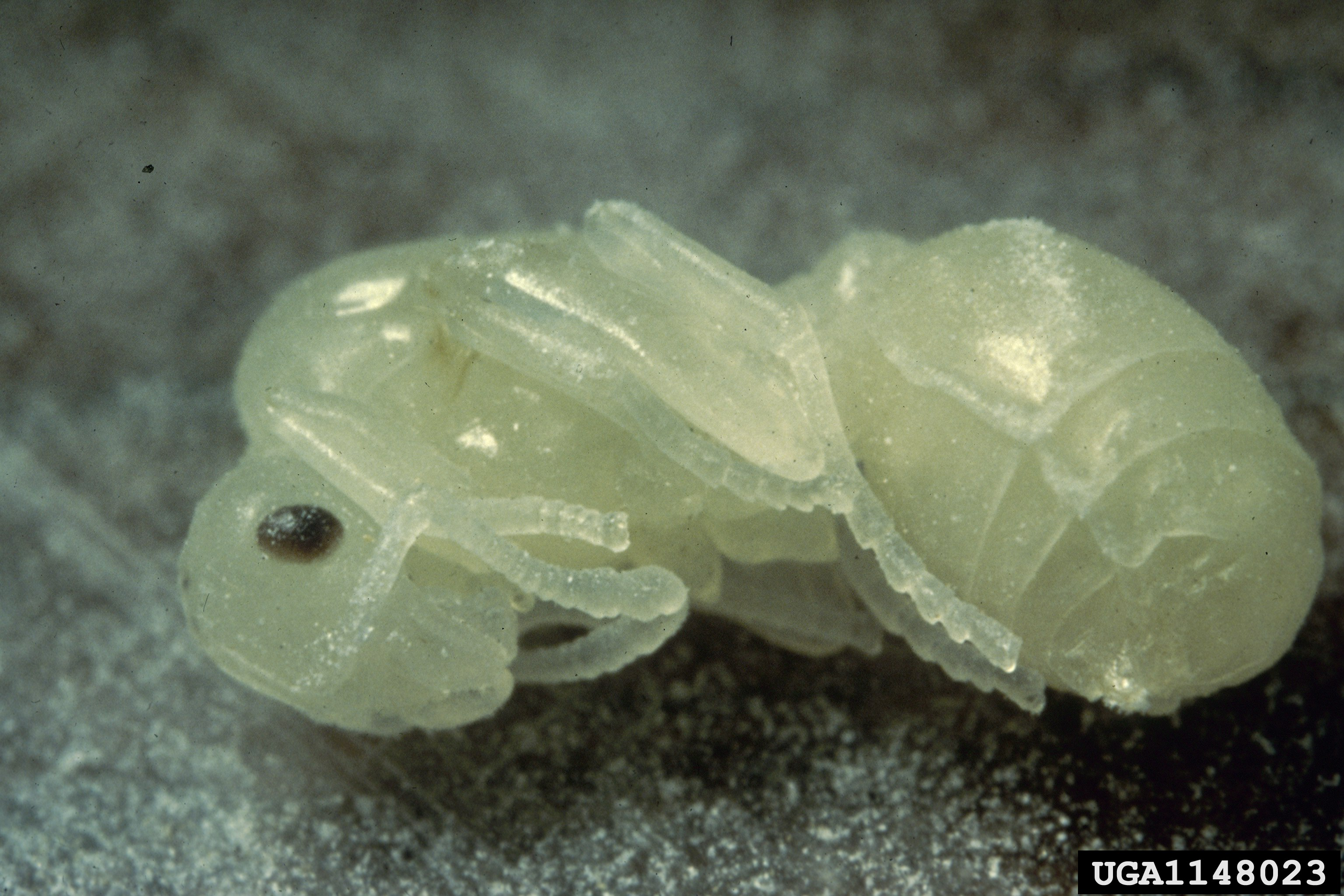
На відміну від більшості мурашок, Solenopsis мають лялечку відкриту, без кокона

## Зовнішній вигляд[2]
Довжина тіла від 1 до 5 мм. Розміри тіла дуже варіабельні, навіть в межах одного гнізда.
Забарвлення від блідо-жовтого до червоно-коричневого і бурувато-чорного. 1-й членик черевця не має шипів. Майже всі мають жало. Стебельце, яким з'єднані груди й черевце, двочленикове (див. фото нижче).
Основні ознаки робочих особин та крилатих самиць:
- вусики 10–11-членикові, їх булава складається з двох великих члеників;
- стебельце (див. вище) прикріплене до середини або нижньої частини 1-го членика черевця;
- задня частина грудей не має шипів.

Основні ознаки крилатих самців: 
- довжина тіла не менша від 4 мм;
- вусики 12–13-членикові;
- на передніх крилах чітко видно жилкування, поблизу птеростігми є жилки;
- крила звичайно затемнені, коричневаті, особливо поблизу основи;
- стебельце (див. вище) прикріплене до передньої частини 1-го членика черевця.

## Спосіб життя
Будують мурашники, звичайно, у відкритих біотопах, де утворюють над землею насипи з грудочок ґрунту. Цей насип може досягати метрової висоти і півтораметрового діаметру. Не дивно що насип такий великий: приблизно третина дорослого населення гнізда працює на будівництві тунелів. Це дає можливість тисячам мурашок рухатися під землею без особливих перешкод. Трапляється мурашок знаходять у термітниках. Інколи гніздо вогняних мурашок знаходиться попід великими каменями, колодами і тоді воно непомітне. Гнізда часом розташовані поблизу водойм і внаслідок рясних дощів зазнають тимчасового затоплення.

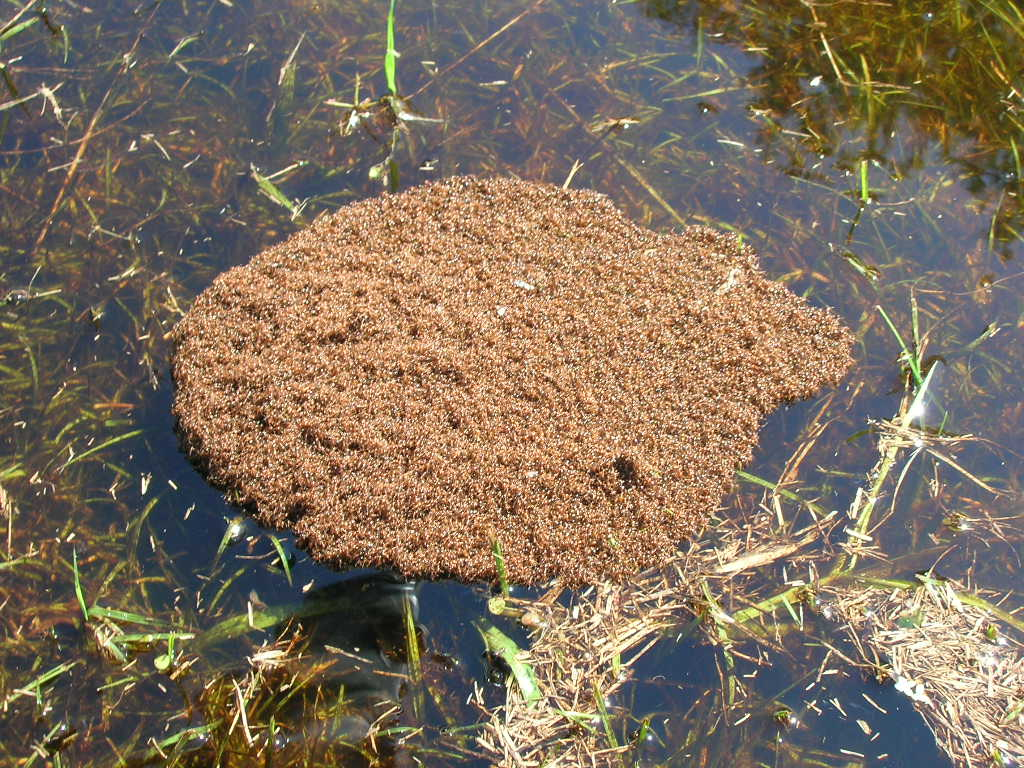
У разі затоплення мурашника його мешканці спливають. У «живому плоті» може бути до 100 тисяч особин. Пліт дрейфує  і зрештою опиняється на поверхні ґрунту
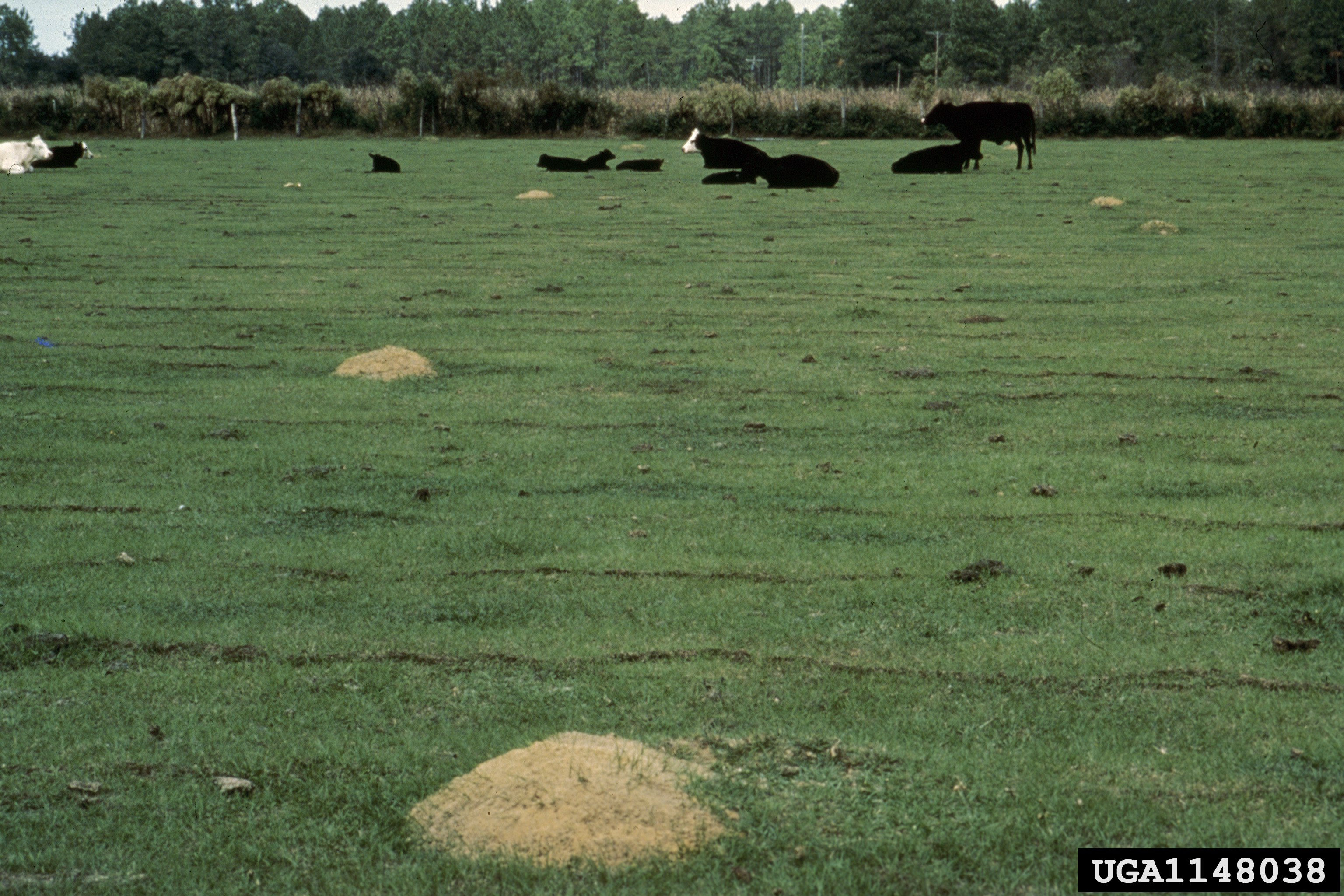
Гнізда Solenopsis  на пасовищі навряд чи тішать фермерів. Худоба може стати жертвою небезпечного нападу мурахів, втрачається частина пасовищної площі
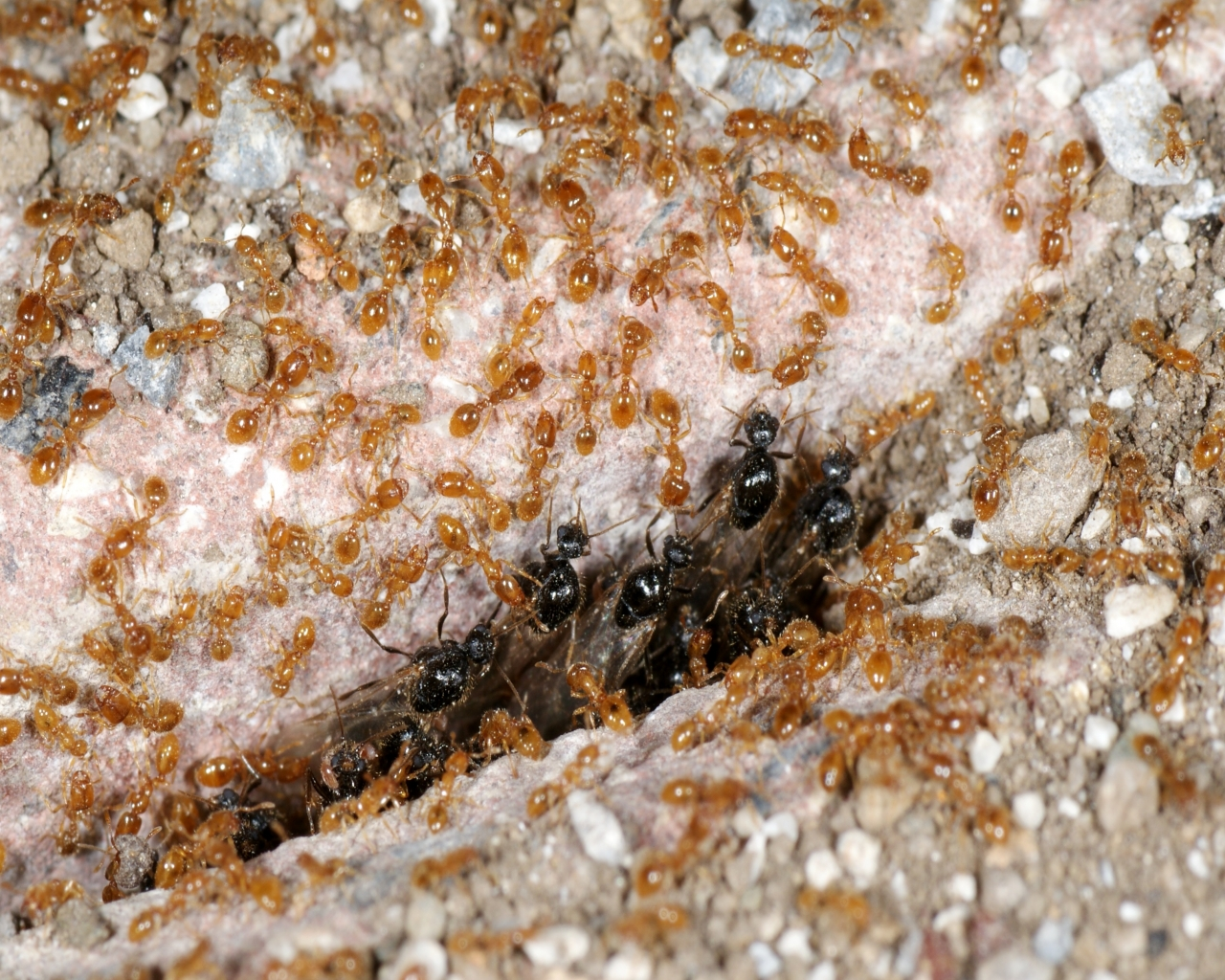
Solenopsis fugax гнізд як таких не будує, а використовує природні порожнини ґрунту. Частіше ж він стає підземним соціальним паразитом у гніздах інших мурашок

Харчуються мурашки молодими пагонами, насінням, безхребетним (черви, молюски, комахи, кліщі) рештками мертвих тварин, солодкими виділеннями попелиць тощо. Один з дрібних видів став паразитом диких бджіл, які будують гнізда у ґрунті. Мурашки прогризають під землею стінки гнізда і крадуть мед з воскових комірок. Дрібний (1,5-2,2 мм) вид Solenopsis fugax часто-густо оселюється поруч з гніздами більших за розмірами мурашок, з'єднує свої тунелі з чужими і краде у господарів яйця і дрібних личинок. Цей вид може жити й самостійно, але справжніх гнізд не будує.
На відміну від багатьох інших видів мурашок, Solenopsis мають справжнє жало і дуже агресивні. Інші мурашки кусають щелепами, а потім з черевця оприскують ранку мурашиною кислотою. Solenopsis кусає, аби лише втриматись на покривах ворога. Після цього мураха штрикає його жалом, і отрута відразу з залози у черевці потрапляє до шкіри. Жало у Solenopsis не призначене для добування їжі. Але ця зброя дуже ефективна і допомагає захиститися від ворогів і витісняти конкурентів. Крім того, вражають, що мурашки обприскують рідиною розплід, аби запобігти його ураженню мікроорганізмами.

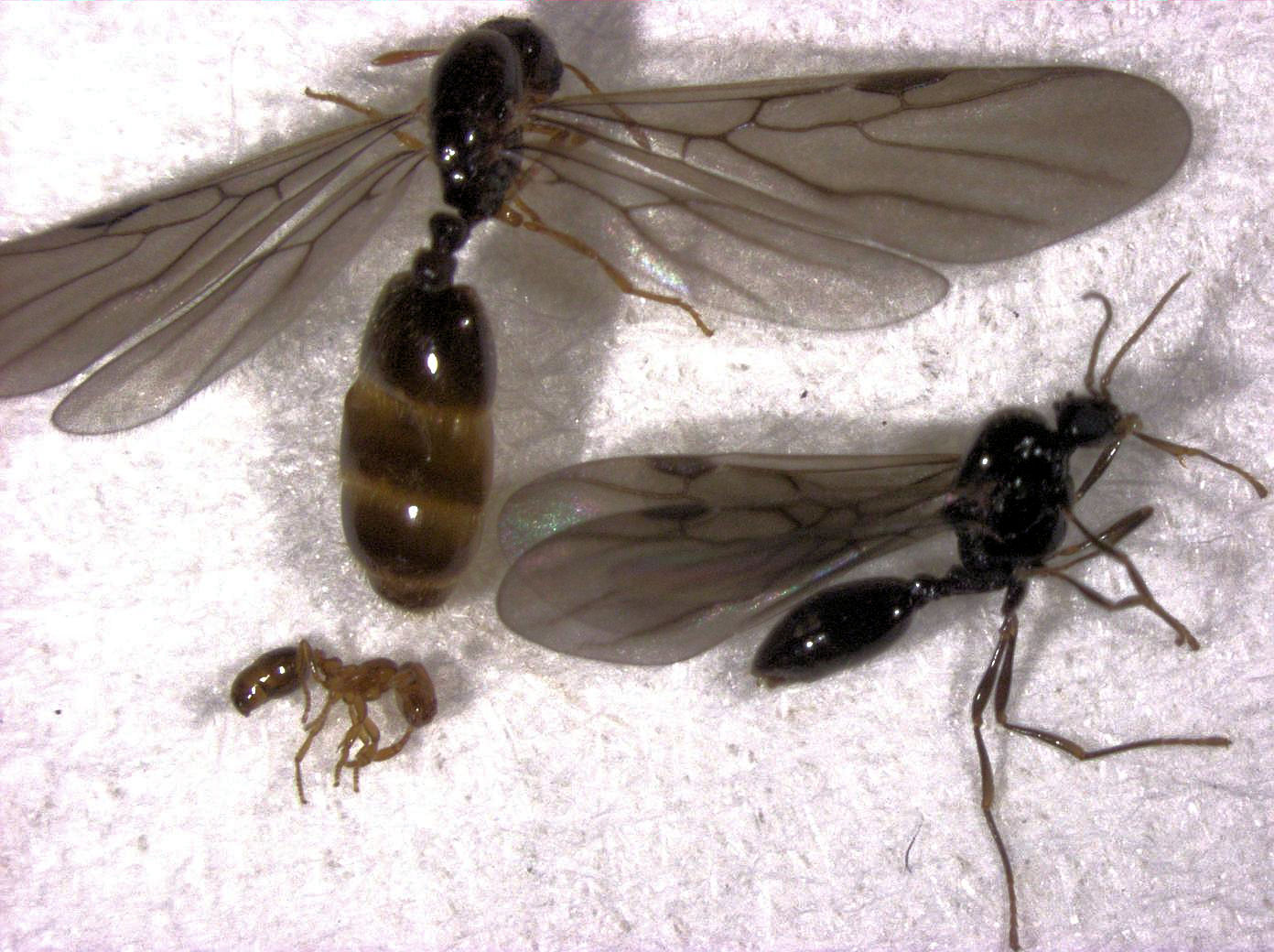
Дорослі члени одного гнізда Solenopsis: малесенька робоча мураха, крилатий самець (чорний) і крилата самка. У крилатих особин добре видно, що їх стебельце — двочленикове

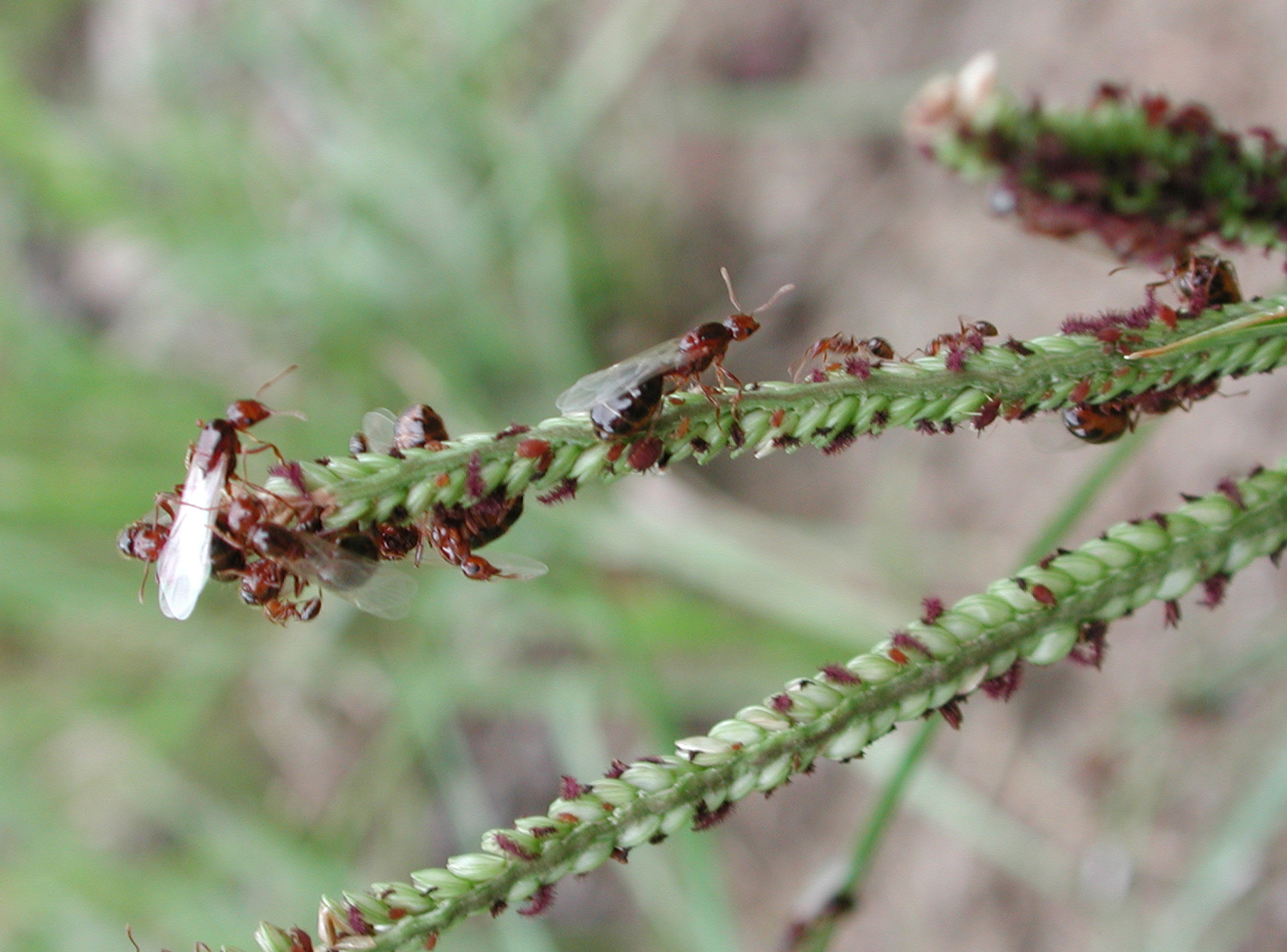
Роїння у Solenopsis. Ось так час від часу маса крилатих особини полишає гніздо. Вони паруються під час польоту, потім самець гине, запліднені самиці розлітаються і поодинці започатковують нові гнізда

Подібно до інших мурашок, родина Solenopsis складається з безкрилих робочих особин (безплідні самиці), крилатих плодючих самиць і самок, однієї чи декількох безкрилих самиць-маток, що відкладають яйця, а також личинок та лялечок. Матка живе 5–7 років, відкладаючи до 1600 яєць на добу (!). Завдяки цьому в колонії завжди вистачає робочих, їх до 250 тисяч. Вони доглядають інших членів родини, забезпечують постачання їжі, накопичують її запаси, захищають гніздо, прибирають у підземних тунелях та камерах. У Південній Америці мешкає мурашка «Solenopsis daguerrei» (Santschi), у якого немає робочих особин — його самці й самки живуть як паразити в гніздах інших видів роду.

## Поширення
Види роду є в фауні всіх континентів, крім Антарктиди. Розселяються вони часто-густо із корабельними вантажами (наприклад, фруктами, деревиною). Найкращим прикладом може бути вогняний мурашка Solenopsis invicta Buren, 1972. Його початковий природний ареал був обмежений тропіками Південної Америки (Перу, Аргентина, Бразилія). У 1930-х роках морем вид випадково завезли до США і він поступово розселився по всіх штатах Півдня. Таким самим чином він потрапив до островів Карибського моря, Австралії та Нової Зеландії, Індонезії, Філіппін, Сингапуру, Китаю і Європи.
В Україні мешкають два види цього роду: Solenopsis fugax (Latreille, 1798) та Solenopsis ilinei Santschi, 1936.

## Значення у природі
Подібно до інших біологічних видів, мурашки Solenopsis є невід'ємною ланкою природних екосистем. По підземних тунелях мурашок до ґрунту надходять вода й повітря. Мурашки споживають рослинну продукцію і стають здобиччю тварин — хижаків та паразитів.

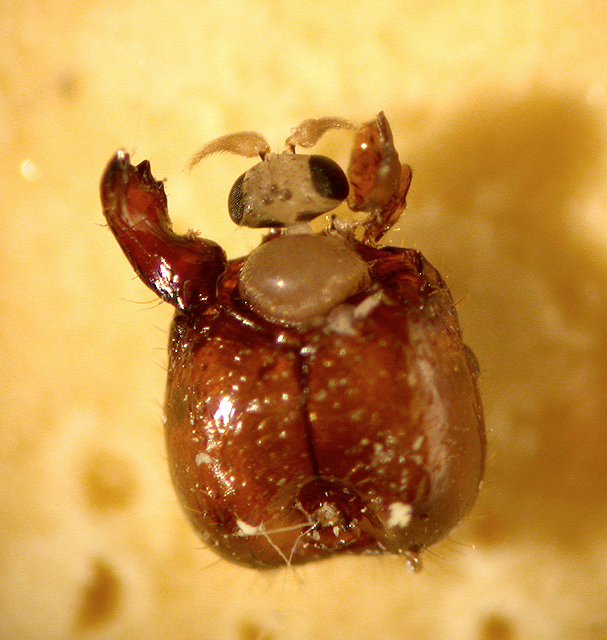
Паразитична муха-форида полишає голову господаря — мурашки Solenopsis

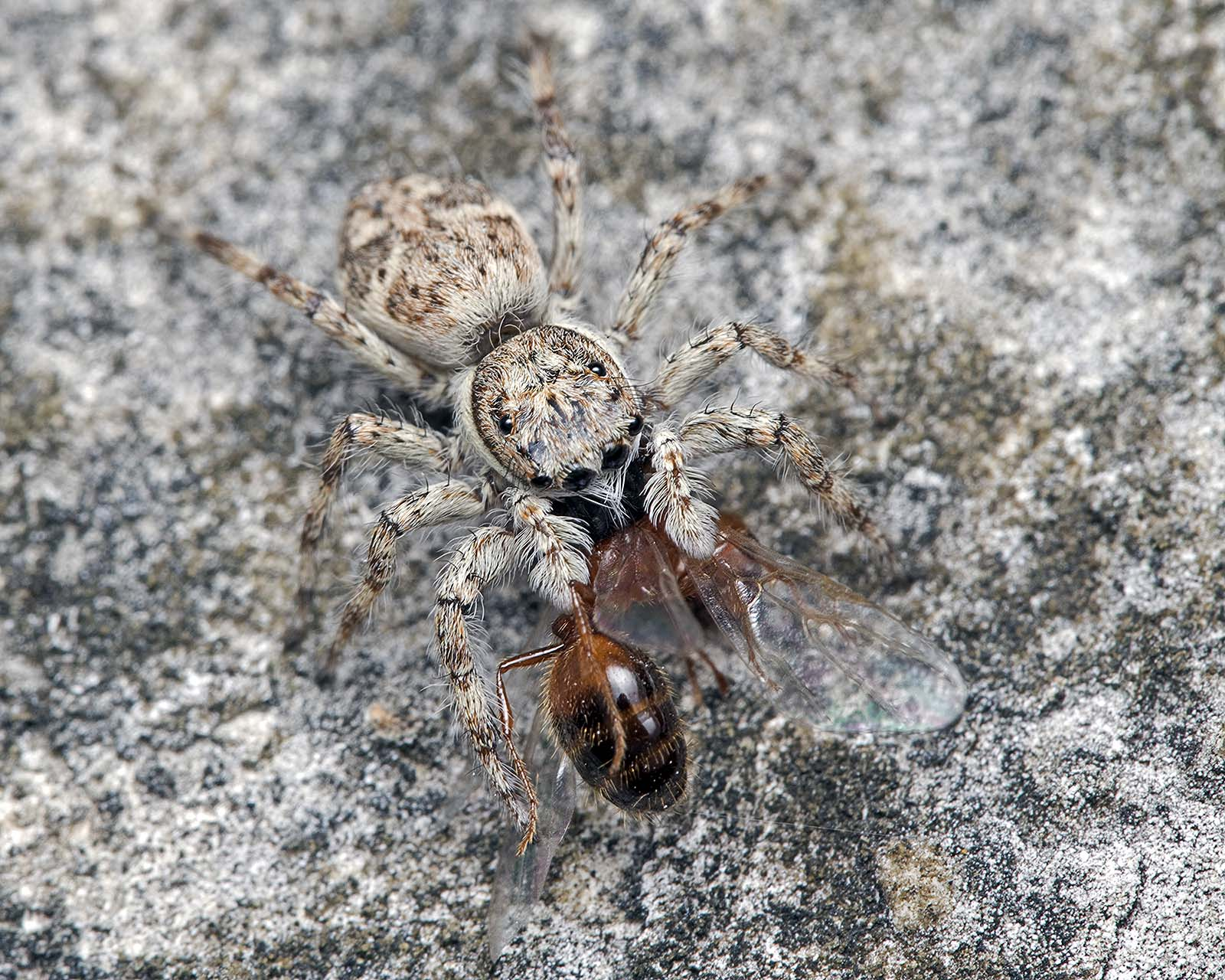
Павук-скакун уполював крилатого мурашку, ймовірно — самку Solenopsis

Наприклад, це паразитичні мухи з роду Pseudacteon (родина Фориди (Phoridae). Муха відкладає яйце на груди мурашки, личинка проникає в порожнину тіла і мігрує всередину головної капсули. Там вона харчується гемолімфою, нервовою та м'язовою тканинами. Через два тижні вона виділяє фермент, котрий розчиняє тканини, що з'єднують голову й груди. Голова відпадає, у цій капсулі личинка заляльковується, з лялечки через два тижні виходить доросла муха, яка полишає головну капсулу. Паразит знаходить жертв за запахом їх отрути.
Чимало мурашок стають здобиччю комахоїдних рослин. Під час роїння крилатих особин ловлять павуки, птахи та інші хижаки. Чисельність мурашок знижують також грибкові хвороби і черви тетрадонематиди Tetradonematidae.

## Вогняні мурашки і людина

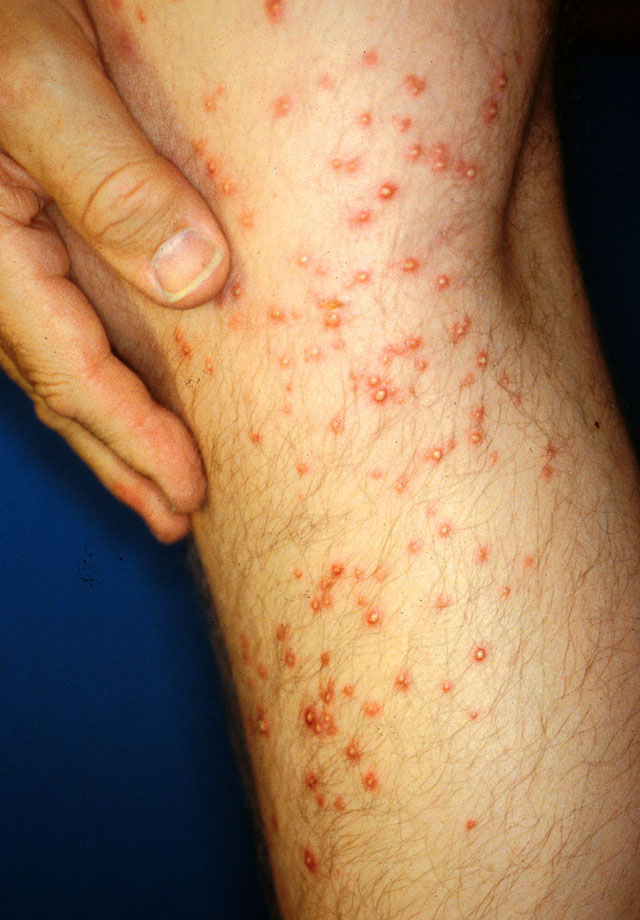
Ось так виглядає шкіра людини, яка зазнала нападу вогняних мурашок

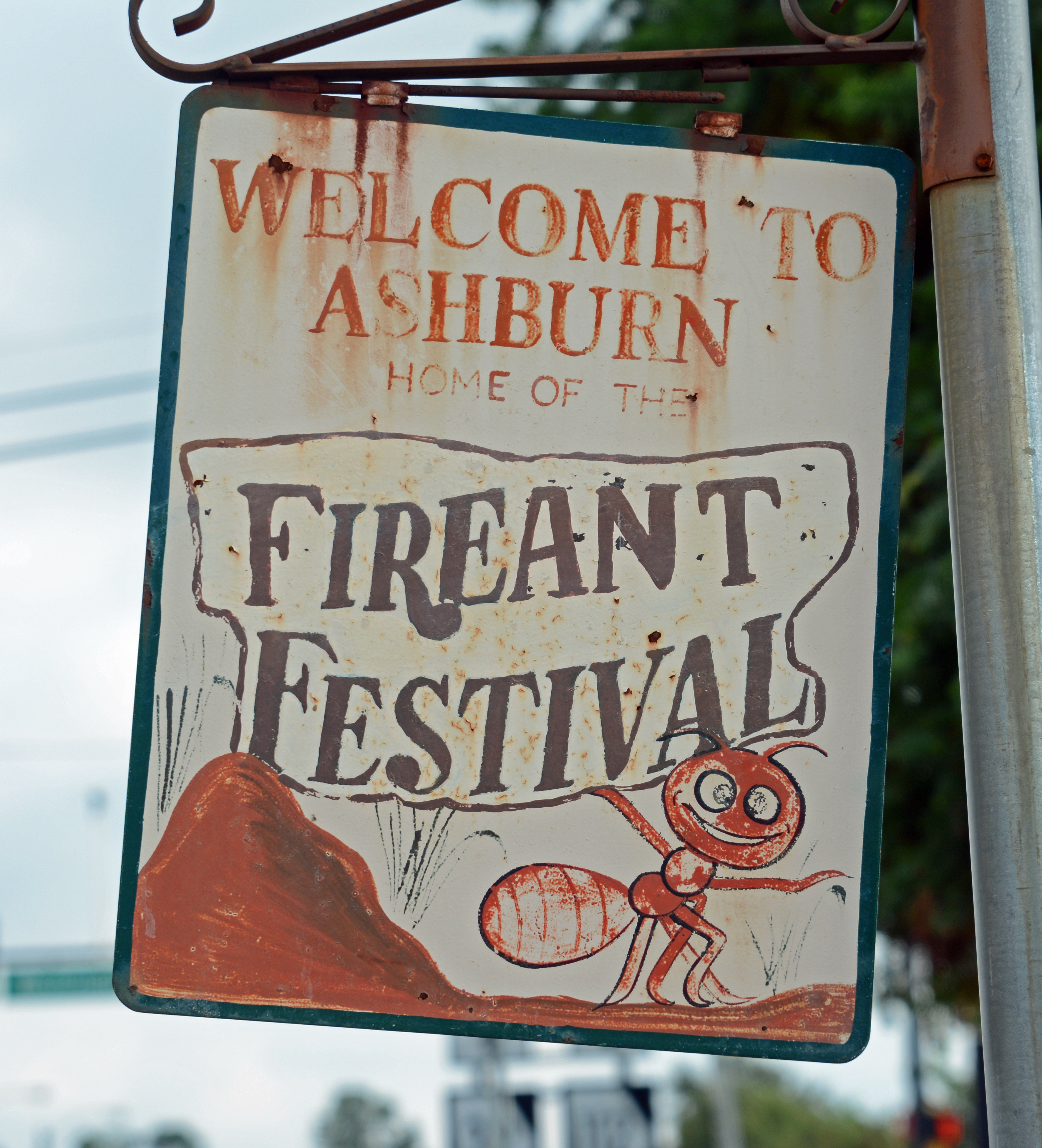
У місті Осборн, штат Джорджія, США вогняні мурашки стали героями щорічного фестивалю, який проводиться тут з 1988 року

Отрута Solenopsis майже цілком складається з алкалоїдів соленопсинів, похідних з класу піперидинів. Також містить невелику (< 5 %) кількість токсичних білків. Потрапляння отрути у шкіру людини викликає її почервоніння і утворення пухирців. Масова атака мурашок особливо небезпечна для людей з підвищеною чутливістю до речовин такого роду. Потерпає від вогняних мурашок також сільськогосподарська худоба.
У США 30-60 % людей, що живуть в місцинах, де мешкають вогняні мурашки, щороку потерпають від їх укусів. Держава витрачає 5 млрд дол. кожного року на лікування уражених, заходи захисту від цих комах та зниження їх чисельності. Ще 750 млн дол. коштує лікування й захист сільськогосподарських тварин. Розробляються програми із обмеження чисельності та контролю за поширенням цих видів. По одному з проєктів у США завезли південноамериканських паразитичних мух-форід (див вище). Цей досвід запозичують у Австралії та Південній Кореї.
При всьому цьому знищуючи паразитичних кліщів, мурашки Solenopsis сприяють зниженню захворюваність тварин і людей хворобами, в яких кліщі є проміжними хазяїнами.
Деякі види Solenopsis (зокрема, S. fugax) натуралісти-аматори тримають вдома для спостережень
Зафіксовано випадок, коли парашутиска Джоан Маррей, після відмови основного і запасного парашутів, впала з високою швидкістю на великий мурашник Solenopsis. Жінка зазнала тяжких травм, проте вижила. Її лікар вважає що вона залишилась живою саме завдяки мурахам роду Solenopsis. Сам мурашник дещо пом'якшив наслідки падіння, а понад 200 укусів мурах, призвели до викиду адреналіну, який змусив її серце битися достатньо довго, щоб парамедики встигли прибути на місце пригоди і стабілізувати її стан.